# Andrzej Moszczeński

Herb Nałęcz

Andrzej Moszczeński (Mosczyński) herbu Nałęcz (ur. 1717, zm. 18 grudnia 1783) – kasztelan inowrocławski, wojewoda inowrocławski, komisarz z Senatu Komisji Skarbowej Koronnej w 1766 roku.
Syn Franciszka Michała (zm. 1752), kasztelana brzeskokujawskiego i Cecylii Jaraczewskiej. Brat Teodora Wojciecha (1714–83), kasztelana inowrocławskiego. Poślubił w grudniu 1750 roku Elżbietę Urszulę Przebendowską, córkę Piotra Jerzego Przebendowskiego, wojewody malborskiego.
Z małżeństwa urodziły się trzy córki: Marianna, późniejsza żona Feliksa Antoniego Łosia, wojewody pomorskiego, następnie Janem Tadeuszem Zyberskiem, wojewodą brzeskolitewskim. Druga córka Rozalia, poślubiła Ignacego Wielopolskiego, chorążego koronnego. Trzecia Urszula, została żoną Józefa Chłapowskiego, starosty kościańskiego i matką Dezyderego Adama Chłapowskiego, polskiego generała.
Początkowo podkomorzy dworu królewskiego, następnie starosta brzeskokujawski (1745–1754) i starosta dobczycki 1746. Poseł na sejm 1748 roku z województwa krakowskiego. W latach 1754–1764 pełnił urząd kasztelana inowrocławskiego. Był konsyliarzem konfederacji generalnej 1764 roku. Był elektorem Stanisława Augusta Poniatowskiego w 1764 roku z województwa inowrocławskiego. W latach 1764–1783 był wojewodą inowrocławskim. W 1766 roku został wyznaczony senatorem rezydentem. Członek konfederacji 1773 roku.
Członek Departamentu Skarbowego Rady Nieustającej w 1779 roku. Starosta jasielski w 1771 roku.